# 大賀薬局
株式会社大賀薬局（おおがやっきょく、英: OHGA Pharmacy Co., Ltd.）は、福岡市博多区に本社を置き、ドラッグストア、調剤薬局を経営する小売チェーン。
全店で第一類医薬品を取り扱っているが、調剤施設を有していない店舗は「大賀ファーマシー」の名称を用いている。福岡都市圏を中心に立地展開しているため、ビューティー事業に特化したインストア型店舗も多い。「Bibica」というチャージ式電子マネーとポイントカードサービスも行っている。

## 沿革
- 1902年（明治35年）- 創業者・大賀可壮が福岡県筑紫郡筑紫野町（※現在の筑紫野市）に於いて「大賀商店」を創業。
- 1927年（昭和2年）- 福岡市天神に医薬品卸問屋開業。
- 1949年（昭和24年）- 福岡市の西鉄街（現在の天神コア）に新店舗を出店。
- 1953年（昭和28年）- 福岡市天神に支店を開設。
- 1958年（昭和33年） - 西鉄街店にカバン店を併設。
- 1962年（昭和37年） - 福岡ビルに「福ビル大賀クスリセンター」を開店。
- 1976年（昭和51年） - 天神地下街開業と同時に「天神地下街店」をオープン。
- 1979年（昭和54年） - 現在のロゴマークを採用。
- 1990年（平成2年） - 九州初の大規模ドラックストア「宇美店」をオープン。
- 2019年 - 宣伝キャラクターの薬剤戦師オーガマン誕生。
- 2020年 - オーガマンを主人公とした当社一社提供特撮児童向けドラマ『ドゲンジャーズ』（九州朝日放送）の放送開始。毎年4月クールに固定したうえでシリーズ化され、続編の『ドゲンジャーズ ナイスバディ』（2021年）以降から一社提供を維持したまま九州・沖縄のANNブロックネットに昇格した。

## 公式キャラクター
2016年より提供しているガァガァくんと、2019年より提供しているオーガマンをイメージキャラクターに据えている。また、2022年12月よりイメージキャラクターとして正木郁を起用している。

## 店舗
113店舗（調剤薬局84店舗、ドラッグストア調剤併設店17店舗、ドラッグストア9店舗、化粧品専門店3店舗）（令和4年12月現在）
- 福岡県（調剤薬局65店舗、ドラッグストア9店舗、併設店14店舗、化粧品専門店3店舗）
  - 中央区（調剤薬局10店舗、ドラッグストア5店舗、併設店1店舗、化粧品専門店3店舗）
  - 博多区（調剤薬局9店舗、ドラッグストア1店舗、調剤薬局8店舗、併設店2店舗）
  - 早良区（調剤薬局6店舗、ドラッグストア1店舗）
  - 南区（調剤薬局6店舗）
  - 城南区（調剤薬局2店舗、併設店2店舗）
  - 西区（調剤薬局8店舗）
  - 東区（調剤薬局1店舗、併設店3店舗）
  - 那珂川市（調剤薬局2店舗、併設店2店舗）
  - 宇美町（調剤薬局3店舗、併設店1店舗）
  - 志免町（調剤薬局3店舗）
  - 新宮町（調剤薬局1店舗）
  - 福津市（調剤薬局2店舗）
  - 糸島市（調剤薬局1店舗）
  - 春日市（調剤薬局2店舗）
  - 筑紫野市（調剤薬局4店舗、ドラッグストア1店舗）
  - 大野城市（調剤薬局2店舗）
  - 太宰府市（調剤薬局3店舗、併設店2店舗）
  - 久留米市（調剤薬局3店舗、併設店1店舗）
  - うきは市（ドラッグストア1店舗）
  - 筑後市（調剤薬局1店舗）
  - 飯塚市（併設店1店舗）
  - 遠賀郡（調剤薬局1店舗）
  - 北九州（調剤薬局3店舗）
- 佐賀県（調剤薬局1店舗）
- 熊本県（調剤薬局2店舗）
- 大分県（調剤薬局4店舗）
- 鹿児島県（調剤薬局3店舗）
- 沖縄県（調剤薬局1店舗、併設店3店舗）

## Bibica(ビビカ)
ドラッグストア・調剤薬局全店でチャージ式電子マネー・ポイントカードサービスを取り扱っており、店頭で申し込めば即日発行でき、当日から利用可能。
電子マネーは処方箋の支払いでも使用できポイントも貯まる。ただし処方箋でのポイント支払いはできない。
Android、iPhoneのアプリも提供されており、アプリより入会すれば店頭での申込は不要でクレジットカードからの電子マネーのチャージも可能である。

## つながる薬局
調剤薬局全店でつながる薬局というサービスに加盟しており、LINEから事前に処方箋を送付する事により待ち時間無く薬を受け取る事ができ、
お薬手帳もLINEで確認する事ができる。